# Agriades orbitulinus
Agriades orbitulinus är en fjärilsart som beskrevs av Otto Staudinger 1892. Agriades orbitulinus ingår i släktet Agriades och familjen juvelvingar. Inga underarter finns listade i Catalogue of Life.